# 聖羅薩谷 (加利福尼亞州)
聖羅薩谷（英語：Santa Rosa Valley）是位於美國加利福尼亞州文圖拉縣的一個人口普查指定地區。

## 地理
聖羅薩谷的座標為34°14′43″N 118°54′08″W / 34.24528°N 118.90222°W，而該地最高點為海拔高度132米（即433英尺）。

## 人口
根據2010年美國人口普查的數據，聖羅薩谷的面積為17.769平方千米，當中陸地面積為17.769平方千米，而水域面積為0.000平方千米。當地共有人口3334人，而人口密度為每平方千米187人。